# Albert van der Schatte Olivier
Albert Henri Johan van der Schatte Olivier (Huizen, 4 maart 1908 – Amsterdam, 14 augustus 1967) was een Nederlandse marineofficier. Hij was van 1963 tot 1967 Bevelhebber der Zeestrijdkrachten.
Van der Schatte Olivier kwam in 1926 als adelborst in dienst bij de Koninklijke Marine. Als luitenant ter zee vertrok hij in 1929 naar het toenmalige Nederlands-Indië. Bij de inval van de Japanners verliet hij Java en gedurende de oorlog deed hij dienst in Engeland, in de Verenigde Staten en op de Nederlandse Antillen. In 1948 werd hij commandant van de torpedobootjager Evertsen en ging opnieuw naar de Oost. In 1949 werd hij commandant zeemacht in Nederlands-Nieuw-Guinea. Van 1956 tot 1958 was hij plaatsvervangend chef-marinestaf op het ministerie van Marine. Als schout-bij-nacht was hij daarna marineattaché in Washington DC (1958-1960). Op 1 augustus 1960 werd hij benoemd tot viceadmiraal en was hij vlagofficier materieel. Van der Schatte Olivier was vanaf 1 januari 1963 tot zijn overlijden in 1967 chef-marinestaf en bevelhebber der Zeestrijdkrachten.